# Ламарк — Коленкур (станция метро)
Ламарк — Коленкур (фр. Lamarck - Caulaincourt) — станция линии 12 Парижского метрополитена, расположенная в XVIII округе Парижа, у северного подножья Монмартра. Названа по двум улицам: рю Ламарк, получившей своё имя по фамилии французского учёного-натуралиста Жана Батиста Ламарка, и рю Коленкур, названной в честь Армана де Коленкура, известного французского дипломата. Рядом со станцией располагается музей Монмартра.

## История
- Станция открылась 31 октября 1912 года в составе участка Пигаль — Жюль Жоффрен линии А компании Север-Юг. 27 марта 1931 года вошла в состав метрополитена как часть линии 12.
- Пассажиропоток по станции по входу в 2015 году, по данным RATP, составил 2 999 657 человек (181 место по уровню входного пассажиропотока в Парижском метро)[2]

## Архитектура
Станция оформлена аналогично большинству станций, построенных в 1910-х годах компанией "Север-Юг". Так как глубина заложения составляет 25 метров, сообщение между платформами и поверхностью осуществляется лифтами или по винтовой лестнице.

## Галерея

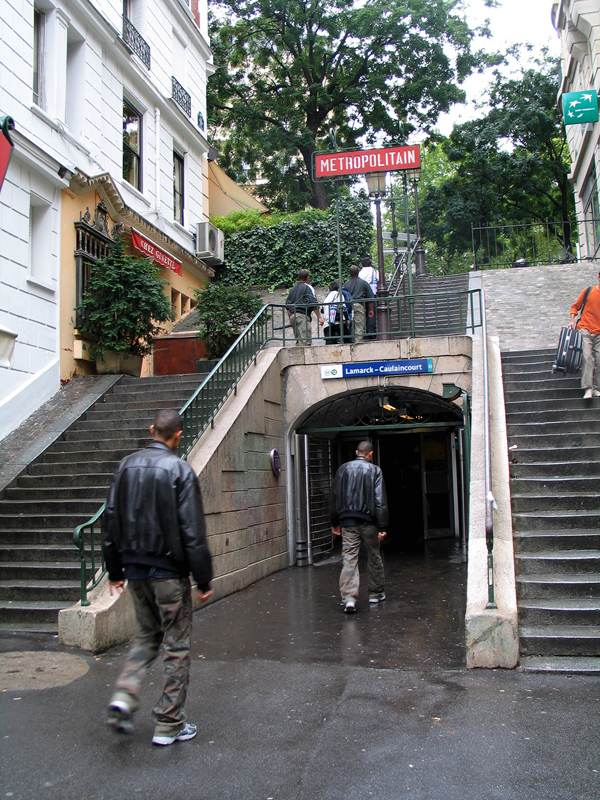
Вход на станцию